# NGC 7287
NGC 7287 é um sistema estelar triplo na direção da constelação de Aquarius. O objeto foi descoberto pelo astrônomo Frank Muller em 1886, usando um telescópio refrator com abertura de 26 polegadas. 